# Bruno Soares
Bruno Soares (Belo Horizonte, 27 febbraio 1982) è un ex tennista brasiliano.
Ottimo doppista, in questa specialità ha raggiunto il 2º posto il 17 ottobre 2016, vincendo in totale sei prove del Grande Slam: 3 in doppio e 3 in doppio misto.

## Statistiche

### Doppio

#### Vittorie (35)
| Legenda doppio                                   |
| Grande Slam (3)                                  |
| ATP Finals (0)                                   |
| ATP Masters Series / ATP Masters 1000 (4)        |
| ATP International Series Gold / ATP Tour 500 (9) |
| ATP International Series / ATP Tour 250 (19)     |

| N.  | Data              | Torneo                                         | Superficie      | Compagno       | Avversari in finale                        | Punteggio               |
| 1.  | 16 giugno 2008    | Nottingham Open, Nottingham                    | Erba            | Kevin Ullyett  | Jeff Coetzee Jamie Murray                  | 6–2, 7–6(5)             |
| 2.  | 25 ottobre 2009   | Stockholm Open, Stoccolma (1)                  | Cemento (i)     | Kevin Ullyett  | Simon Aspelin Paul Hanley                  | 6–4, 7–6(4)             |
| 3.  | 22 maggio 2010    | Open de Nice Côte d'Azur, Nizza                | Terra rossa     | Marcelo Melo   | Rohan Bopanna Aisam-ul-Haq Qureshi         | 1–6, 6–3, [10–5]        |
| 4.  | 5 febbraio 2011   | Movistar Open, Santiago del Cile               | Terra rossa     | Marcelo Melo   | Łukasz Kubot Oliver Marach                 | 6–3, 7–6(3)             |
| 5.  | 12 febbraio 2011  | Brasil Open, Costa do Sauípe (1)               | Terra rossa (i) | Marcelo Melo   | Pablo Andújar Daniel Gimeno Traver         | 7–6(4), 6–3             |
| 6.  | 19 febbraio 2012  | Brasil Open, San Paolo (2)                     | Terra rossa (i) | Eric Butorac   | Michal Mertiňák André Sá                   | 3–6, 6–4, [10–8]        |
| 7.  | 30 settembre 2012 | Malaysian Open, Kuala Lumpur                   | Cemento         | Alexander Peya | Colin Fleming Ross Hutchins                | 5–7, 7–5, [10–7]        |
| 8.  | 7 ottobre 2012    | Rakuten Japan Open Tennis Championships, Tokyo | Cemento         | Alexander Peya | Leander Paes Radek Štěpánek                | 6–3, 7–6(5)             |
| 9.  | 21 ottobre 2012   | Stockholm Open, Stoccolma (2)                  | Cemento         | Marcelo Melo   | Robert Lindstedt Nenad Zimonjić            | 6(4)–7, 7–5, [10–6]     |
| 10. | 28 ottobre 2012   | Valencia Open 500, Valencia (1)                | Cemento (i)     | Alexander Peya | David Marrero Fernando Verdasco            | 6–3, 6–2                |
| 11. | 12 gennaio 2013   | Heineken Open, Auckland                        | Cemento         | Colin Fleming  | Johan Brunström Frederik Nielsen           | 7–6(1), 7–6(2)          |
| 12. | 17 febbraio 2013  | Brasil Open, San Paolo (3)                     | Terra rossa (i) | Alexander Peya | František Čermák Michal Mertiňák           | 6(5)–7, 6–2, [10–7]     |
| 13. | 27 aprile 2013    | Barcelona Open Banc Sabadell, Barcellona       | Terra rossa     | Alexander Peya | Robert Lindstedt Daniel Nestor             | 5–7, 7–6(7), [10–4]     |
| 14. | 22 giugno 2013    | Eastbourne International, Eastbourne           | Erba            | Alexander Peya | Colin Fleming Jonathan Marray              | 3–6, 6–3, [10–8]        |
| 15. | 11 agosto 2013    | Rogers Cup, Montréal (1)                       | Cemento         | Alexander Peya | Colin Fleming Andy Murray                  | 6–4, 7–6(4)             |
| 16. | 27 ottobre 2013   | Valencia Open 500, Valencia (2)                | Cemento         | Alexander Peya | Bob Bryan Mike Bryan                       | 7–6(3), 6(1)–7, [13–11] |
| 17. | 15 giugno 2014    | Queen's Club Championships, Londra (1)         | Erba            | Alexander Peya | Jamie Murray John Peers                    | 4–6, 7–6(4), [10–4]     |
| 18. | 10 agosto 2014    | Rogers Cup, Toronto (2)                        | Cemento         | Alexander Peya | Ivan Dodig Marcelo Melo                    | 6–4, 6–3                |
| 19. | 4 maggio 2015     | BMW Open, Monaco di Baviera                    | Terra rossa     | Alexander Peya | Alexander Zverev Miša Zverev               | 4–6, 6–1, [10–5]        |
| 20. | 1 novembre 2015   | Swiss Indoors, Basilea                         | Cemento (i)     | Alexander Peya | Jamie Murray John Peers                    | 7–5, 7–5                |
| 21. | 16 gennaio 2016   | Sydney International, Sydney (1)               | Cemento         | Jamie Murray   | Rohan Bopanna Florin Mergea                | 6–3, 7–6(6)             |
| 22. | 30 gennaio 2016   | Australian Open, Melbourne                     | Cemento         | Jamie Murray   | Daniel Nestor Radek Štěpánek               | 2–6, 6–4, 7–5           |
| 23. | 10 settembre 2016 | US Open, New York (1)                          | Cemento         | Jamie Murray   | Pablo Carreño Busta Guillermo García López | 6–2, 6–3                |
| 24. | 4 marzo 2017      | Abierto Mexicano Telcel, Acapulco (1)          | Cemento         | Jamie Murray   | John Isner Feliciano López                 | 6–3, 6–3                |
| 25. | 18 giugno 2017    | Mercedes Cup, Stoccarda (1)                    | Erba            | Jamie Murray   | Oliver Marach Mate Pavić                   | 6(4)–7, 7–5, [10–5]     |
| 26. | 25 giugno 2017    | Queen's Club Championships, Londra (2)         | Erba            | Jamie Murray   | Julien Benneteau Édouard Roger-Vasselin    | 6–2, 6–3                |
| 27. | 3 marzo 2018      | Abierto Mexicano Telcel, Acapulco (2)          | Cemento         | Jamie Murray   | Bob Bryan Mike Bryan                       | 7–6(4), 7–5             |
| 28. | 5 agosto 2018     | Citi Open, Washington                          | Cemento         | Jamie Murray   | Mike Bryan Édouard Roger-Vasselin          | 3–6, 6–3, [10–4]        |
| 29. | 19 agosto 2018    | Western & Southern Open, Cincinnati            | Cemento         | Jamie Murray   | Juan Sebastián Cabal Robert Farah          | 4–6, 6–3, [10–6]        |
| 30. | 12 gennaio 2019   | Sydney International, Sydney (2)               | Cemento         | Jamie Murray   | Juan Sebastián Cabal Robert Farah          | 6–4, 6–3                |
| 31. | 16 giugno 2019    | Mercedes Cup, Stoccarda (2)                    | Erba            | John Peers     | Rohan Bopanna Denis Shapovalov             | 7–5, 6–3                |
| 32. | 13 ottobre 2019   | Shanghai Rolex Masters, Shanghai               | Cemento         | Mate Pavić     | Łukasz Kubot Marcelo Melo                  | 6–4, 6–2                |
| 33. | 10 settembre 2020 | US Open, New York (2)                          | Cemento         | Mate Pavić     | Wesley Koolhof Nikola Mektić               | 7–5, 6–3                |
| 34. | 7 febbraio 2021   | Great Ocean Road Open, Melbourne               | Cemento         | Jamie Murray   | Juan Sebastián Cabal Robert Farah          | 6–3, 7– 6(7)            |
| 35. | Ottobre 2021      | St. Petersburg Open                            | Cemento indoor  | Jamie Murray   | Andrej Golubev Hugo Nys                    | 6–3, 6–4                |

#### Finali perse (34)
| Legenda singolare                                |
| Grande Slam (3)                                  |
| ATP Finals (0)                                   |
| ATP Masters Series / ATP Masters 1000 (9)        |
| ATP International Series Gold / ATP Tour 500 (6) |
| ATP International Series / ATP Tour 250 (16)     |

| N.  | Data              | Torneo                                         | Superficie  | Compagno           | Avversari in finale                   | Punteggio              |
| 1.  | 17 agosto 2008    | Legg Mason Tennis Classic, Washington          | Cemento     | Kevin Ullyett      | Marc Gicquel Robert Lindstedt         | 6(6)–7, 3–6            |
| 2.  | 29 agosto 2009    | Pilot Pen Tennis, New Haven                    | Cemento     | Kevin Ullyett      | Julian Knowle Jürgen Melzer           | 4–6, 6(3)–7            |
| 3.  | 11 gennaio 2010   | Heineken Open, Auckland (1)                    | Cemento     | Marcelo Melo       | Marcus Daniell Horia Tecău            | 5–7, 4–6               |
| 4.  | 1º agosto 2010    | Allianz Suisse Open Gstaad, Gstaad             | Terra rossa | Marcelo Melo       | Johan Brunström Jarkko Nieminen       | 3–6, 7–6(4), [9–11]    |
| 5.  | 26 settembre 2010 | Open de Moselle, Metz                          | Cemento (i) | Marcelo Melo       | Dustin Brown Rogier Wassen            | 3–6, 3–6               |
| 6.  | 26 febbraio 2011  | Abierto Mexicano Telcel, Acapulco              | Terra rossa | Marcelo Melo       | Victor Hănescu Horia Tecău            | 1–6, 3–6               |
| 7.  | 17 aprile 2011    | Monte-Carlo Rolex Masters, Monte Carlo (1)     | Terra rossa | Juan Ignacio Chela | Bob Bryan Mike Bryan                  | 3–6, 2–6               |
| 8.  | 23 ottobre 2011   | Stockholm Open, Stoccolma (1)                  | Cemento (i) | Marcelo Melo       | Rohan Bopanna Aisam-ul-Haq Qureshi    | 1–6, 3–6               |
| 9.  | 15 luglio 2012    | Swedish Open, Båstad                           | Terra rossa | Alexander Peya     | Robert Lindstedt Horia Tecău          | 3–6, 6(5)–7            |
| 10. | 12 maggio 2013    | Mutua Madrid Open, Madrid                      | Terra rossa | Alexander Peya     | Bob Bryan Mike Bryan                  | 2–6, 3–6               |
| 11. | 16 giugno 2013    | Queen's Club Championships, Londra (1)         | Erba        | Alexander Peya     | Bob Bryan Mike Bryan                  | 6–4, 5–7, [3–10]       |
| 12. | 21 luglio 2013    | International German Open, Amburgo (1)         | Terra rossa | Alexander Peya     | Mariusz Fyrstenberg Marcin Matkowski  | 6–3, 1–6, [8–10]       |
| 13. | 8 settembre 2013  | US Open, New York                              | Cemento     | Alexander Peya     | Leander Paes Radek Štěpánek           | 1–6, 3–6               |
| 14. | 3 novembre 2013   | BNP Paribas Masters, Parigi (1)                | Cemento (i) | Alexander Peya     | Bob Bryan Mike Bryan                  | 3–6, 3–6               |
| 15. | 3 gennaio 2014    | Qatar Open ATP, Doha (1)                       | Cemento     | Alexander Peya     | Jan Hájek Tomáš Berdych               | 4–6, 2–6               |
| 16. | 11 gennaio 2014   | Heineken Open, Auckland (2)                    | Cemento     | Alexander Peya     | Marcelo Melo Julian Knowle            | 6–4, 3–6, [5–10]       |
| 17. | 16 marzo 2014     | BNP Paribas Open, Indian Wells                 | Cemento     | Alexander Peya     | Bob Bryan Mike Bryan                  | 4–6, 3–6               |
| 18. | 20 giugno 2014    | Eastbourne International, Eastbourne           | Erba        | Alexander Peya     | Treat Conrad Huey Dominic Inglot      | 5–7, 7–5, [8–10]       |
| 19. | 20 luglio 2014    | International German Open, Amburgo (2)         | Terra rossa | Alexander Peya     | Marin Draganja Florin Mergea          | 4–6, 5–7               |
| 20. | 14 giugno 2015    | Mercedes Cup, Stoccarda                        | Erba        | Alexander Peya     | Rohan Bopanna Florin Mergea           | 7–5, 2–6, [7–10]       |
| 21. | 18 aprile 2016    | Monte Carlo Rolex Masters, Monte Carlo (2)     | Terra rossa | Jamie Murray       | Pierre-Hugues Herbert Nicolas Mahut   | 6–4, 0–6, [6–10]       |
| 22. | 31 luglio 2016    | Rogers Cup, Montréal                           | Cemento     | Jamie Murray       | Ivan Dodig Marcelo Melo               | 4–6, 4–6               |
| 23. | 14 gennaio 2017   | Apia International Sydney, Sydney              | Cemento     | Jamie Murray       | Wesley Koolhof Matwé Middelkoop       | 3–6, 5–7               |
| 24. | 20 agosto 2017    | Western & Southern Open, Cincinnati            | Cemento     | Jamie Murray       | Pierre-Hugues Herbert Nicolas Mahut   | 6(6)–7, 4–6            |
| 25. | 8 ottobre 2017    | Rakuten Japan Open Tennis Championships, Tokyo | Cemento     | Jamie Murray       | Ben McLachlan Yasutaka Uchiyama       | 4–6, 6(1)–7            |
| 26. | 5 gennaio 2018    | Qatar Open ATP, Doha (2)                       | Cemento     | Jamie Murray       | Oliver Marach Mate Pavić              | 2–6, 6(6)–7            |
| 27. | 24 giugno 2018    | Queen's Club Championships, Londra (2)         | Erba        | Jamie Murray       | Henri Kontinen Bruno Soares           | 4–6, 3–6               |
| 28. | 14 ottobre 2018   | Shanghai Rolex Masters, Shanghai               | Cemento     | Jamie Murray       | Łukasz Kubot Marcelo Melo             | 4–6, 2–6               |
| 29. | 28 aprile 2019    | Barcelona Open Banc Sabadell, Barcellona       | Terra rossa | Jamie Murray       | Juan Sebastián Cabal Robert Farah     | 4–6, 6(4)–7            |
| 30. | 20 ottobre 2019   | Stockholm Open, Stoccolma (2)                  | Cemento (i) | Mate Pavić         | Henri Kontinen Édouard Roger-Vasselin | 4–6, 2–6               |
| 31. | 10 ottobre 2020   | Open di Francia, Parigi                        | Terra rossa | Mate Pavić         | Kevin Krawietz Andreas Mies           | 3–6, 5–7               |
| 32. | 8 novembre 2020   | Rolex Paris Masters, Parigi (2)                | Cemento (i) | Mate Pavić         | Félix Auger-Aliassime Hubert Hurkacz  | 7–6(3), 6(7)–7, [2–10] |
| 33. | 11 settembre 2021 | US Open, New York (2)                          | Cemento     | Jamie Murray       | Rajeev Ram Joe Salisbury              | 6–3, 2–6, 2–6          |
| 34. | 20 febbraio 2022  | Rio Open, Rio de Janeiro                       | Terra rossa | Jamie Murray       | Fabio Fognini Simone Bolelli          | 5–7, 7–6(2), [6–10]    |

### Doppio Misto

#### Vittorie (3)
| Tornei del Grande Slam  |
| ----------------------- |
| Australian Open (1)     |
| Open di Francia (0)     |
| Torneo di Wimbledon (0) |
| US Open (2)             |

| N. | Data             | Torneo                     | Superficie | Compagna           | Avversari in finale              | Punteggio            |
| 1. | 6 settembre 2012 | US Open, New York          | Cemento    | Ekaterina Makarova | Květa Peschke Marcin Matkowski   | 6(8)–7, 6–1, [12–10] |
| 2. | 5 settembre 2014 | US Open, New York (2)      | Cemento    | Sania Mirza        | Abigail Spears Santiago González | 6–1, 2–6, [11–9]     |
| 3. | 31 gennaio 2016  | Australian Open, Melbourne | Cemento    | Elena Vesnina      | Coco Vandeweghe Horia Tecău      | 6–4, 4–6, [10–5]     |

#### Finali perse (1)
| Tornei del Grande Slam  |
| ----------------------- |
| Australian Open (0)     |
| Open di Francia (0)     |
| Torneo di Wimbledon (1) |
| US Open (0)             |

| N. | Data          | Torneo                      | Superficie | Compagna     | Avversari in finale               | Punteggio     |
| 1. | 7 luglio 2013 | Torneo di Wimbledon, Londra | Erba       | Lisa Raymond | Kristina Mladenovic Daniel Nestor | 7–5, 2–6, 6–8 |

## Risultati in progressione
| Sigla | Risultato               |
| ----- | ----------------------- |
| V     | Vincitore               |
| F     | Finalista               |
| SF    | Semifinalista           |
| O     | Oro olimpico            |
| A     | Argento olimpico        |
| SF    | Bronzo olimpico         |
| QF    | Quarti di Finale        |
| 4T    | Quarto turno            |
| 3T    | Terzo turno             |
| 2T    | Secondo turno           |
| 1T    | Primo turno             |
| RR    | Round Robin             |
| LQ    | Turno di qualificazione |
| A     | Assente                 |
| ND    | Non disputato           |

| Legenda superfici    |
| -------------------- |
| Cemento              |
| Terra battuta        |
| Erba                 |
| Superficie variabile |

### Doppio
| Tornei Grande Slam            |     |               |               |               |     |               |               |               |      |               |               |               |               |      |      |        |
| Australian Open, Melbourne    | A   | 3T            | 1T            | 1T            | QF  | 2T            | 3T            | 2T            | V    | 1T            | 2T            | QF            | 3T            | SF   | 3T   | 27–13  |
| Open di Francia, Parigi       | SF  | QF            | QF            | 2T            | 3T  | SF            | 2T            | QF            | 3T   | QF            | 2T            | 1T            | F             | 3T   | 2T   | 35–15  |
| Wimbledon, Londra             | 1T  | QF            | 2T            | 2T            | 2T  | 3T            | QF            | QF            | QF   | 2T            | QF            | 2T            | ND            | 2T   | 3T   | 25–14  |
| US Open, New York             | QF  | 2T            | 3T            | 2T            | QF  | F             | QF            | 1T            | V    | QF            | QF            | 2T            | V             | F    | 2T   | 42–13  |
| Vittorie–Sconfitte            | 7–3 | 9–4           | 6–4           | 3–4           | 9–4 | 12–4          | 9–4           | 7–4           | 17–2 | 7–4           | 8–4           | 5–4           | 12–2          | 12–4 | 6–4  | 129–55 |
| Torneo di Fine Anno           |     |               |               |               |     |               |               |               |      |               |               |               |               |      |      |        |
| ATP World Tour Finals, Londra | A   | A             | A             | A             | A   | SF            | RR            | A             | SF   | SF            | SF            | A             | RR            | RR   | A    | 13–12  |
| Vittorie–Sconfitte            | 0–0 | 0–0           | 0–0           | 0–0           | 0–0 | 2–2           | 1–2           | 0–0           | 3–1  | 2–2           | 3–1           | 0–0           | 2–1           | 0–3  | 0–0  | 13–12  |
| Giochi Olimpici               |     |               |               |               |     |               |               |               |      |               |               |               |               |      |      |        |
| Giochi Olimpici               | A   | Non disputati | Non disputati | Non disputati | QF  | Non disputati | Non disputati | Non disputati | QF   | Non disputati | Non disputati | Non disputati | Non disputati | A    | ND   | 4–2    |
| Vittorie–Sconfitte            | 0–0 | Non disputati | Non disputati | Non disputati | 2–1 | Non disputati | Non disputati | Non disputati | 2–1  | Non disputati | Non disputati | Non disputati | Non disputati | 0–0  | ND   | 4–2    |
| Statistiche                   |     |               |               |               |     |               |               |               |      |               |               |               |               |      |      |        |
| Ranking di fine anno          | 23  | 22            | 35            | 19            | 19  | 3             | 10            | 22            | 3    | 10            | 7             | 21            | 7             | 16   | Rit. | N/A    |

### Doppio misto
| Tornei Grande Slam         |               |               |               |               |     |               |               |               |     |               |               |               |               |     |     |       |
| Australian Open, Melbourne | A             | 1T            | 1T            | A             | QF  | 2T            | QF            | SF            | V   | 2T            | SF            | SF            | 2T            | 2T  | A   | 22–10 |
| Open di Francia, Parigi    | A             | QF            | 2T            | QF            | 1T  | QF            | SF            | 1T            | QF  | 1T            | A             | SF            | ND            | 2T  | QF  | 15–10 |
| Wimbledon, Londra          | 1T            | 2T            | 3T            | 1T            | 2T  | F             | QF            | QF            | 2T  | SF            | QF            | QF            | ND            | A   | 2T  | 19–10 |
| US Open, New York          | A             | 1T            | 1T            | QF            | V   | SF            | V             | 1T            | QF  | QF            | 2T            | 2T            | ND            | 1T  | A   | 22–9  |
| Vittorie–Sconfitte         | 0–1           | 3–4           | 3–4           | 4–3           | 8–3 | 10–4          | 12–3          | 5–4           | 9–2 | 7–3           | 6–2           | 9–4           | 1–1           | 1–3 | 3–2 | 81–43 |
| Giochi Olimpici            |               |               |               |               |     |               |               |               |     |               |               |               |               |     |     |       |
| Giochi Olimpici            | Non disputati | Non disputati | Non disputati | Non disputati | A   | Non disputati | Non disputati | Non disputati | A   | Non disputati | Non disputati | Non disputati | Non disputati | A   | ND  | 0–0   |
| Vittorie–Sconfitte         | Non disputati | Non disputati | Non disputati | Non disputati | 0–0 | Non disputati | Non disputati | Non disputati | 0–0 | Non disputati | Non disputati | Non disputati | Non disputati | 0–0 | ND  | 0–0   |